# Pseudoefedrin

Strukturformel för pseudoefedrin.

Pseudoefedrin (IUPAC-namn (S,S)-2-metylamin-1-fenylpropan-1-ol) är en sympatomimetisk läkemedelssubstans som kemiskt sett är en substituerad fenetylamin och en substituerad amfetamin. Pseudoefedrin används mot nästäppa, som psykostimulantia och för att öka vakenhet. Salterna pseudoefedrinhydroklorid och pseudoefedrinsulfat ingår i preparat som säljs receptfritt i många länder, endera som ensam verksam substans eller i kombination med antihistaminer, guaifenesin, dextrometorfan, eller paracetamol eller någon NSAID-substans.
Pseudoefedrin finns upptaget på WADA:s lista över dopningspreparat.